# 24 Hours of Daytona 2008
24 Hours of Daytona 2008 – 24-godzinny wyścig samochodowy na torze Daytona International Speedway w miejscowości Daytona Beach na Florydzie. Zawody odbyły się w dniach 26-27 stycznia 2008.

## Wyniki zawodów
| Poz. | Klasa | Nr | Drużyna                              | Kierowcy                                                                        | Okrążeń |
| ---- | ----- | -- | ------------------------------------ | ------------------------------------------------------------------------------- | ------- |
| 1    | DP    | 01 | Telmex Chip Ganassi Racing           | Scott Pruett Memo Rojas Dario Franchitti Juan Pablo Montoya                     | 695     |
| 2    | DP    | 99 | Gainsco Bob Stallings Racing         | Jon Fogarty Alex Gurney Jimmy Vasser Jimmie Johnson                             | 693     |
| 3    | DP    | 9  | Penske-Taylor Racing                 | Ryan Briscoe Hélio Castroneves Kurt Busch                                       | 689     |
| 4    | DP    | 76 | Krohn Racing                         | Darren Turner Niclas Jönsson Ricardo Zonta                                      | 688     |
| 5    | DP    | 10 | SunTrust Racing                      | Wayne Taylor Ricky Taylor Michael Valiante Max Angelelli                        | 687     |
| 6    | DP    | 60 | Michael Shank Racing                 | Mark Patterson Graham Rahal Oswaldo Negri Jr. Justin Wilson                     | 680     |
| 7    | DP    | 75 | Krohn Racing                         | Tracy Krohn Eric van de Poele Oliver Gavin                                      | 678     |
| 8    | DP    | 91 | Bob Stallings Racing                 | Jim Matthews Johnny O’Connell Ryan Hunter-Reay Marc Goossens                    | 676     |
| 9    | GT    | 70 | SpeedSource                          | David Haskell Nick Ham Sylvain Tremblay Raphael Matos                           | 664     |
| 10   | GT    | 66 | The Racer's Group                    | Bryce Miller Ted Ballou Andy Lally Richard Westbrook                            | 657     |
| 11   | GT    | 67 | The Racer's Group                    | Tim George Jr. Spencer Pumpelly Bryan Sellers Romain Dumas Emmanuel Collard     | 657     |
| 12   | GT    | 64 | The Racer's Group                    | Jim Lowe Jim Pace Johannes van Overbeek R. J. Valentine Tim Sudgen              | 656     |
| 13   | GT    | 69 | SpeedSource                          | Emil Assentato Jeff Segal Nick Longhi Lonnie Pechnik                            | 653     |
| 14   | DP    | 6  | Michael Shank Racing                 | John Pew A.J. Allmendinger Burt Frisselle Ian James                             | 652     |
| 15   | DP    | 09 | Spirit of Daytona Racing             | Guy Cosmo Michael McDowell Marc-Antoine Camirand                                | 652     |
| 16   | GT    | 80 | Synergy Racing                       | Mark Greenberg Damien Faulkner Jan Heylen Lance David Arnold                    | 651     |
| 17   | GT    | 07 | Banner Racing                        | Paul Edwards Kelly Collins Jan Magnussen                                        | 647     |
| 18   | GT    | 87 | Farnbacher Loles Racing              | Dominik Farnbacher Pierre Ehret Timo Bernhard Dirk Werner                       | 646     |
| 19   | GT    | 57 | Stevenson Motorsports                | Andrew Davis Randy Pobst Gunnar Jeannette Robin Liddell                         | 644     |
| 20   | GT    | 30 | Racers Edge Motorsports              | Ken Dobson Robert Thorne Drew Staveley Craig Stone                              | 642     |
| 21   | GT    | 74 | Autometrics Motorsports              | Bransen Patch Jim Hamblin Joe Safina David Murry Derek Skea                     | 638     |
| 22   | GT    | 88 | Farnbacher Loles Racing              | Pierre Kaffer Frank Stippler Dave Lacey Greg Wilkins Eric Curran                | 637     |
| 23   | DP    | 59 | Brumos Racing                        | Hurley Haywood J.C. France Terry Borcheller João Barbosa                        | 622     |
| 24   | GT    | 84 | Farnbacher Loles Racing              | Chris Bingham Don Pickering Bill Cotter Chris Pennington                        | 637     |
| 25   | DP    | 03 | Vision Racing                        | Ed Carpenter A.J. Foyt IV John Andretti Vitor Meira Tony George                 | 615     |
| 26   | GT    | 44 | Bullet Racing                        | Zach Arnold Dyrk van Zanten Jr. Steve Paquette Glenn Nixon                      | 615     |
| 27   | DP    | 58 | Brumos Racing                        | Darren Law David Donohue Buddy Rice                                             | 611     |
| 28   | DP    | 7  | Sigalsport                           | Matt Plumb Quentin Wahl Stéphan Grégoire Michael Cullen Paddy Shovlin           | 601     |
| 29   | GT    | 17 | Terra Firma Motorsports              | Ron Zitza Gary Jensen Mark Jensen Jordan Taylor                                 | 599     |
| 30   | GT    | 72 | Autohaus Motorsports                 | Max Papis Tim Lewis Jr. Craig Stanton Lawson Aschenbach                         | 590     |
| 31   | GT    | 34 | Orbit Racing                         | Lance Willsey Mike Fitzgerald Tom Papadopoulos Johnny Mowlem                    | 589     |
| 32   | GT    | 65 | The Racer's Group                    | Russ Oasis Tom Atherton Jim Stout Jason Daskalos Tommy Archer                   | 585     |
| 33   | GT    | 86 | Farnbacher Loles Racing              | Eric Lux Leh Keen Sascha Maassen Wolf Henzler Jörg Bergmeister                  | 580     |
| 34   | GT    | 52 | Mastercar                            | Joe Castellano Fred Machado Ma Chi Min Roberto Ragazzi Constantino Bertuzzi     | 578     |
| 35   | GT    | 85 | Farnbacher Loles Racing Team Seattle | Don Kitch Jr. Steve Miller Chris Pallis Ross Bentley                            | 572     |
| 36   | DP    | 23 | Alex Job Racing                      | Bill Auberlen Joey Hand Patrick Long Andy Wallace                               | 569     |
| 37   | GT    | 06 | Banner Racing                        | Leighton Reese Robert Nearn Marc Bunting Andy Pilgrim                           | 564     |
| 38   | GT    | 81 | Synergy Racing                       | Steve Johnson Patrick Huisman Robert Doornbos Richard Lietz                     | 558     |
| 39   | GT    | 40 | Dempsey Racing                       | Joe Foster Patrick Dempsey Charles Espenlaub Romeo Kapudija Scott Maxwell       | 552     |
| 40   | GT    | 68 | The Racer's Group                    | Michael Gomez Michael Auriemma John Mayes Scott Schroeder Brent Milner          | 550     |
| 41   | DP    | 77 | Doran Racing                         | Memo Gidley Fabrizio Gollin Gabriele Gardel Brad Jaeger                         | 546     |
| 42   | DP    | 3  | Southard Motorsports                 | Shane Lewis Bill Lester Ted Christopher Alex Barron                             | 527     |
| 43   | GT    | 14 | Autometrics Motorsports              | Cory Friedman Mac McGehee Anthony Lazzaro Ralf Kelleners                        | 524     |
| 44   | DP    | 02 | Target Chip Ganassi Racing           | Dan Wheldon Scott Dixon Alex Lloyd Salvador Durán                               | 515     |
| 45   | GT    | 21 | Matt Connolly Motorsports            | Hal Prewitt Spencer Trenery Vic Rice Diego Alessi Karl Reindler                 | 513     |
| 46   | GT    | 62 | The Racer's Group                    | Claudio Burtin Jack Baldwin Scott Tucker Ed Zabinski Martin Ragginger           | 511     |
| 47   | GT    | 27 | O’Connell Racing                     | Kevin O’Connell Kevin Roush Kris Wilson Hugh Plumb                              | 473     |
| 48   | DP    | 61 | AIM Autosport                        | Colin Braun Brian Frisselle Mark Wilkins Andrew Ranger                          | 448     |
| 49   | GT    | 29 | Alegra Motorsport                    | Jake Rosenzweig Bob Woodman Louis-Philippe Dumoulin Scooter Gabel Chris Gleason | 418     |
| 50   | GT    | 43 | Team Sahlen                          | Will Nonnamaker Wayne Nonnamaker Joe Nonnamaker Joe Sahlen                      | 401     |
| 51   | GT    | 83 | Farnbacher Loles Racing              | C. R. Crews Russell Walker Peter Ludwig Ben McCrackin Tim Bergmeister           | 397     |
| 52   | GT    | 26 | Gotham Competition                   | Jerome Jacalone Joe Jacalone Jim Michaelian Bob Michaelian Scooter Gabel        | 364     |
| 53   | GT    | 89 | Farnbacher Loles Racing              | Luca Drudi Raffaele Giammaria Gabrio Rosa Giacomo Petrobelli Jörg Hardt         | 284     |
| 54   | GT    | 50 | Blackforest Motorsports              | John Farano Carl Jensen John Cloud Boris Said James Bradley                     | 255     |
| 55   | DP    | 2  | SAMAX Motorsport                     | Henri Zogaib Mike Rockenfeller Lucas Luhr Allan McNish                          | 233     |
| 56   | DP    | 31 | Matt Connolly Motorsports            | Seth Ingram Mirco Schultis Bob Frost Miroslav Konopka Ettore Contini            | 231     |
| 57   | GT    | 15 | Blackforest Motorsports              | David Empringham Jean-François Dumoulin Tom Nastasi Boris Said                  | 177     |
| 58   | DP    | 16 | Cheever Racing                       | Matteo Bobbi Antonio García Stéphane Ortelli Fabio Babini                       | 170     |
| 59   | GT    | 90 | Automatic Racing                     | Jep Thornton Tom Long Joe Varde David Russell                                   | 163     |
| 60   | GT    | 22 | Alegra Motorsports                   | Carlos de Quesada Nathan Swartzbaugh Patrick Pilet Marc Basseng                 | 149     |
| 61   | DP    | 11 | SAMAX Motorsport                     | Tomáš Enge Milka Duno Harold Primat Ryan Dalziel                                | 97      |
| 62   | GT    | 08 | Goldin Motorsports                   | Steve Goldin Keith Goldin Jim Meassick Squeak Kennedy                           | 83      |
| 63   | DP    | 12 | RVO Motorsports                      | Derek Bell Justin Bell Tõnis Kasemets Paul Dallenbach Roger Schramm             | 65      |
| 64   | GT    | 56 | Mastercar                            | Matthew Marsh Christian Montanari Thomas Biagi Fabio Venier Luis Monzon         | 55      |
| 65   | DP    | 51 | Cheever Racing                       | Tom Kimber-Smith Mike Newton Thomas Erdos Scott Mayer Brent Sherman             | 45      |
| 66   | GT    | 63 | The Racer's Group                    | Pierre Borque Hima Maher Duncan Ende Ron Yarab Jr.                              | 31      |